# 湯田温泉

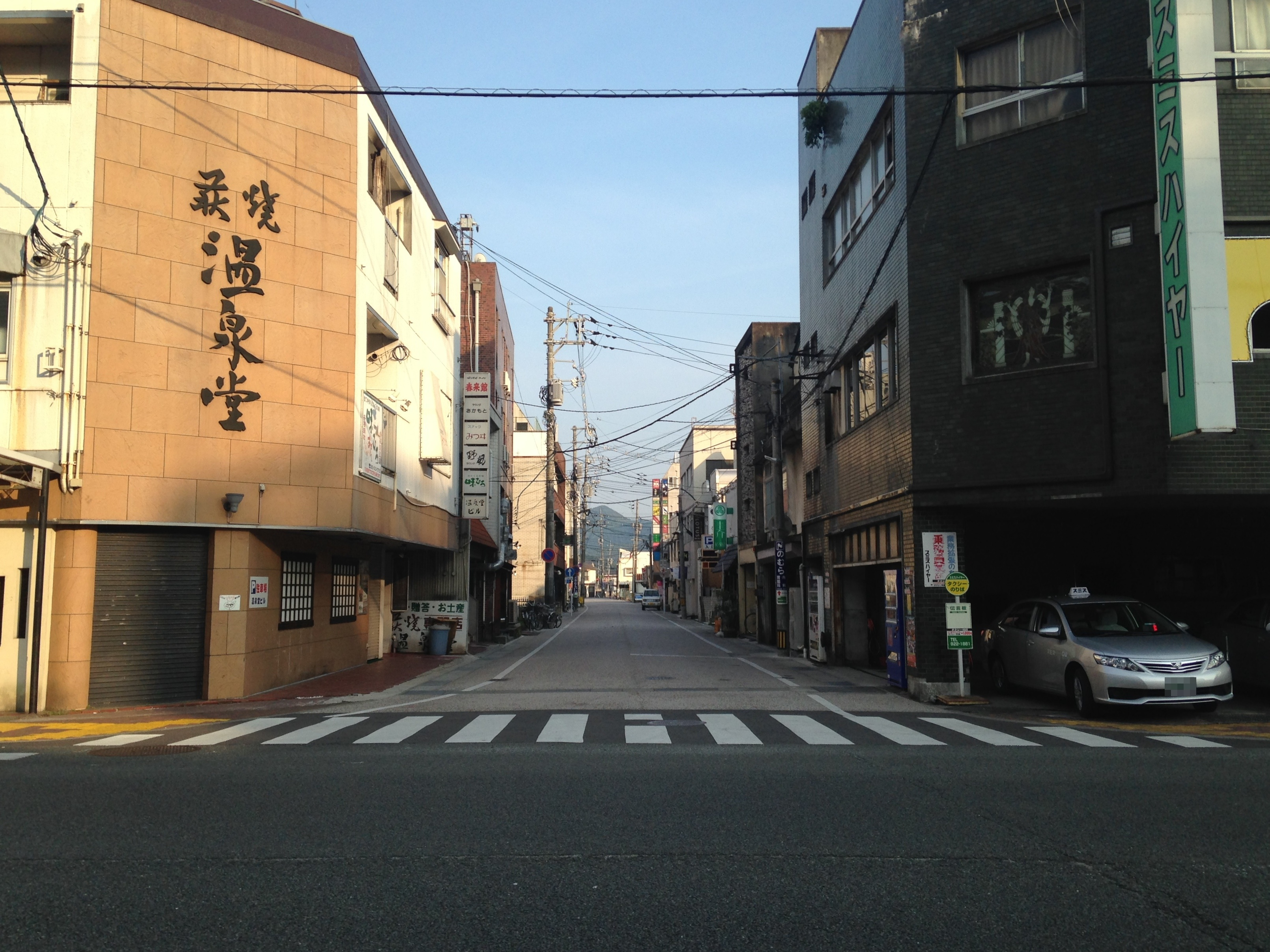
温泉通り

湯田温泉（ゆだおんせん）は、山口県山口市（旧国周防国）にある温泉。山口県を代表する温泉（「防長四湯」）の一つである。

## 泉質
【湯田温泉ミックス泉】
- アルカリ性単純温泉
  - 源泉温度63.6℃。

多くの入浴施設は複数の源泉を混合した「湯田温泉ミックス泉」を使用しているが、「山水園」や「梅乃屋」など、自家源泉を使用する入浴施設もいくつか存在する。温泉評論家の郡司勇は山水園で入浴し、「良い湯である。（中略）湯田の湯は名湯である」 と高く評価している。

## 温泉街

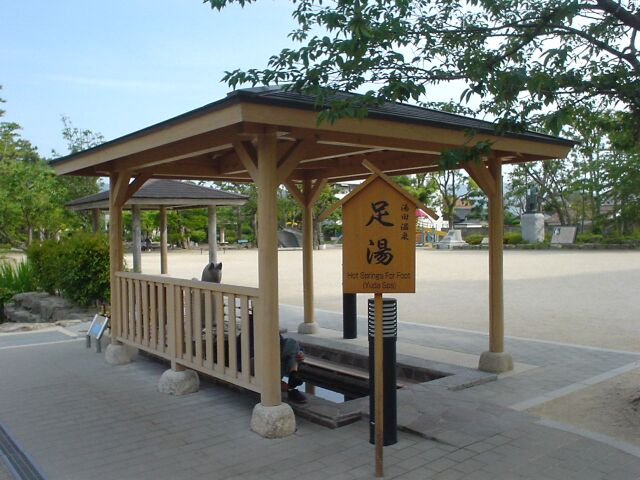
井上公園（旧・高田公園）内の足湯

山口市の南西部に、大型ホテルや旅館、ビジネスホテルなどが存在する。山陽路にはあまり温泉街は存在しないが、そんな中で山陽路随一の温泉街である。また山口市内の観光や萩・津和野という有名観光の宿泊拠点であり、バス路線網が発達している。
同地は山口市の繁華街・歓楽街でもあり、飲食店なども数多い。甲府温泉、鳥取温泉、松江しんじ湖温泉、道後温泉などと並び、県庁所在地の中心市街地に湧出する温泉である。ビルやホテルが林立しているので、温泉街特有の情緒とは一線を画す形であるが、夜には宿泊客が散策できるスポットも点在する。
温泉街にある松田屋ホテルは、幕末の志士たちが集った宿として知られる。また、同ホテルは石井宏子により「美食を堪能する宿10軒」に選ばれており、松田忠徳による「お薦めの宿＆共同湯200選」にもリストアップされている。
足湯に力をいれており、温泉街には井上公園（旧・高田公園）など5つ存在する。2005年10月17日からは湯田温泉配給協同組合と山口県立大学が共同で足湯の効能検証を行った。2015年3月には山口市が有料の足湯などを設けた観光回遊拠点施設『狐の足あと』を開設した。
共同浴場は湯田温泉街の中には『亀乃湯』（2020年閉業）のみであった。ほかに日帰り入浴施設や旅館に併設された立ち寄り温泉浴場が存在する。温泉街から北東に少し離れた中央4丁目にある『天然温泉 清水湯』も湯田温泉系の自家源泉を利用した温泉銭湯として営業している。
温泉街の西側に「おいでませ山口　歓迎湯田温泉」と書かれたアーチ型看板が設置されていたが、老朽化が進んだため2024年（令和6年）度に撤去することが決定。県によって電子看板の設置に向けた検討がなされることとなった。

### 交流施設
山口市では交流や健康増進の拠点施設「湯田温泉パーク・交流センター」を設置する予定で、2024年（令和6年）3月に愛称は「こんこんパーク」とすることに決定し、2025年（令和7年）4月のオープンを目指している。同施設では湯田温泉の既設源泉を利用して温浴設備や暖房設備の消費エネルギーを大幅に削減することになっている。

### 祭事・催事
- 湯田温泉白狐まつり（4月第一土日）
- 湯田ちょうちんまつり (8月6，7日)
  - 山口七夕ちょうちんまつりに合わせ、湯の町通り・錦川通りを中心に竹竿ちょうちんが飾られる。両通りは夜の間交通規制され、歩行者天国となる日もある[9]。

## 歴史
開湯は約600年前といわれる。白狐が毎夜温泉に浸かっていたところを権現山の麓のお寺のお師匠さんが発見したとされる。田んぼの真ん中から金色のお地蔵さんや、源泉が湧出したことが「湯田」の名前の由来である。江戸時代末期には、尊王攘夷派の藩士や公家がこの地に滞在していた。
井上馨や中原中也の出身地で、温泉街に広い敷地を持つ井上公園と中原病院がそれぞれの生家であったが、中原病院は昭和47年（1972年）5月6日の火事で玄関前のイブキの木、茶室、蔵を残して焼失。平成6年（1994年）2月18日、生家の敷地の一部に中原中也記念館が開設された。その向かいにあり、中也が結婚式を挙げた旅館西村屋は2017年に経営破綻した。井上公園は、三条実美がしばらく滞在した何遠亭が復元され、2015年から一般公開されている。
漂泊の俳人として知られる種田山頭火も一時湯田前町、竜泉寺の上隣に四畳半一間の部屋を見付けて移り住み、「風来居」と称した。彼は、この温泉を愛したとされ、山頭火の代表的句集『草木塔』 に収載された、「ちんぽこも おそそも湧いて あふれる湯」の句碑が立てられている。
湯田温泉にあった、かんぽの宿湯田は2019年（令和元年）12月に閉鎖され、跡地には2022年11月1日に温泉も備えた総合健康管理施設「ウェルネスセンター中央」がオープンした。
新型コロナウイルスの影響では、2020年（令和2年）4月末に旧「プラザホテル寿」が事業を停止し、2021年（令和3年）1月末には保養所「翠山荘」が営業を終了したほか、このほかに旅館1軒が廃業した。このうち旧「プラザホテル寿」は2020年9月にホテルアクティブ（山口市）が取得し、翌月から5階建ての建物の解体を開始し、山口市や観光庁の補助事業を利用した再生の動きがある。また、山口県が所有者となっていた保養施設「翠山荘」については、2024年（令和6年）に不動産デベロッパーのバン企画（山口県周南市）と温泉旅館の受託運営などを行う女将塾（東京）の連合体が売却の優先交渉権者に選ばれており、温泉旅館の新設計画がある。

## アクセス

### 鉄道
最寄り駅はJR西日本の山口線湯田温泉駅（徒歩10分）

### バス
温泉街を山口県道204号宮野大歳線（旧国道9号）が貫いており、防長交通・中国JRバスによる路線バスが多数運行されている。中心近くの湯田温泉バス停（県道沿い、中国JRバスは「湯田温泉通」と称する）には各方面からの高速バスが発着している。
「湯田温泉」バス停に停車するバスのうち、高速バスは以下のとおり。
- 東京行き（萩エクスプレス）
- 福岡・博多行き（福岡・山口ライナー）
- 広島行き
- 周南行き

### 自家用車
中国自動車道湯田温泉スマートインターチェンジが最寄り。非ETC車は小郡インターチェンジから国道9号経由、または山口インターチェンジから国道262号・国道9号経由。山陽自動車道沿線からは防府東インターチェンジから国道262号・国道9号経由も可。